# Péseux
Péseux település Franciaországban, Doubs megyében. Lakosainak száma 136 fő (2022. január 1.). Péseux Solemont, Les Terres-de-Chaux, Froidevaux, Rosières-sur-Barbèche és Valonne községekkel határos.

## Népesség
A település népességének változása:
| Lakosok száma | 93   | 91   | 101  | 96   | 104  | 113  | 127  | 138  | 141  | 136  |
|               | 1968 | 1982 | 1990 | 2006 | 2013 | 2015 | 2017 | 2019 | 2020 | 2022 |